# Brighton (Victoria)
Brighton is een voorstad van Melbourne in de Australische deelstaat Victoria. Bij de telling van 2016 had Brighton 23.253 inwoners.